# CONCERT TOUR 1990-1991 "SEE YA!"
『CONCERT TOUR 1990-1991 "SEE YA!"』（コンサート・ツアー 1990 - 1991 スィー・ヤー!）は、CHAGE and ASKAのコンサート・ツアー及びライブ・ビデオ。2009年9月23日に「CHAGE and ASKA LIVE DVD BOX 3」のうちの1枚として発売された。発売元はヤマハミュージック。

## 背景
1990年から1991年にかけて、コンサート・ツアー「SEE YA!」が行われた。そのコンサート・ツアーを「太陽と埃の中で I」「太陽と埃の中で II」の2つの作品に分けて収録した。そしてその後、「CHAGE and ASKA LIVE DVD BOX 3」の1枚として初DVD化、コンサート全曲収録となった。

## 収録曲
1. DO YA DO
作詞・作曲：ASKA
2. Love Affair
作詞・作曲：ASKA
3. 黄昏を待たずに
作詞・作曲：ASKA
4. YELLOW MEN
作詞：澤地隆　作曲：CHAGE
5. ゼロの向こうのGOOD LUCK
作詞・作曲：ASKA
6. LOVE SONG
作詞・作曲：ASKA
7. 風のライオン
作詞・作曲：ASKA
8. Reason
作詞：澤地隆　作曲：CHAGE
9. Primrose Hill
作詞・作曲：CHAGE
10. 男と女
作詞・作曲：ASKA
11. 僕は僕なりの
作詞・作曲：ASKA
12. 水の部屋
作詞・作曲：ASKA
13. SOME DAY
作詞：澤地隆　作曲：CHAGE
14. モーニングムーン
作詞・作曲：ASKA
15. あきらめの Blue Day
作詞：澤地隆　作曲：CHAGE
16. BELIEVE IT?
作詞：ASKA　作曲：CHAGE
17. モナリザの背中よりも
作詞・作曲：ASKA
18. ロマンシング ヤード
作詞：秋谷銀四郎　作曲：CHAGE
19. PRIDE
作詞・作曲：ASKA
20. 太陽と埃の中で
作詞・作曲：ASKA